# Saint-Sorlin-de-Morestel
Saint-Sorlin-de-Morestel település Franciaországban, Isère megyében. Lakosainak száma 613 fő (2022. január 1.). Saint-Sorlin-de-Morestel Dolomieu, Vasselin és Vézeronce-Curtin községekkel határos.

## Népesség
A település népessége az elmúlt években az alábbi módon változott:
| Lakosok száma | 338  | 388  | 423  | 539  | 579  | 618  | 627  | 614  | 610  | 613  |
|               | 1968 | 1982 | 1990 | 2006 | 2013 | 2015 | 2017 | 2019 | 2020 | 2022 |